# Jack de Nijs (fotograaf)
Jack de Nijs (ook bekend als Jac. de Nijs; Bergen op Zoom, 15 september 1926 - 4 mei 2000) was een Nederlands fotograaf. De Nijs was vooral actief als nieuwsfotograaf in de regio Amsterdam. Hij begon zijn carrière bij fotopersbureau Anefo. Later begon hij in de Wilhelminastraat in Amsterdam zijn eigen fotopersbureau. Hij publiceerde onder meer in Elsevier Weekblad. De Nijs bleef actief tot 1984. In 2016 werd er in Zaandam een retrospectieftentoonstelling aan zijn werk gewijd.
Sinds de digitale openbaarmaking van zijn werk door het Nationaal Archief kwamen ca. 23.000 van zijn nieuwsfoto's naar Wikimedia Commons.

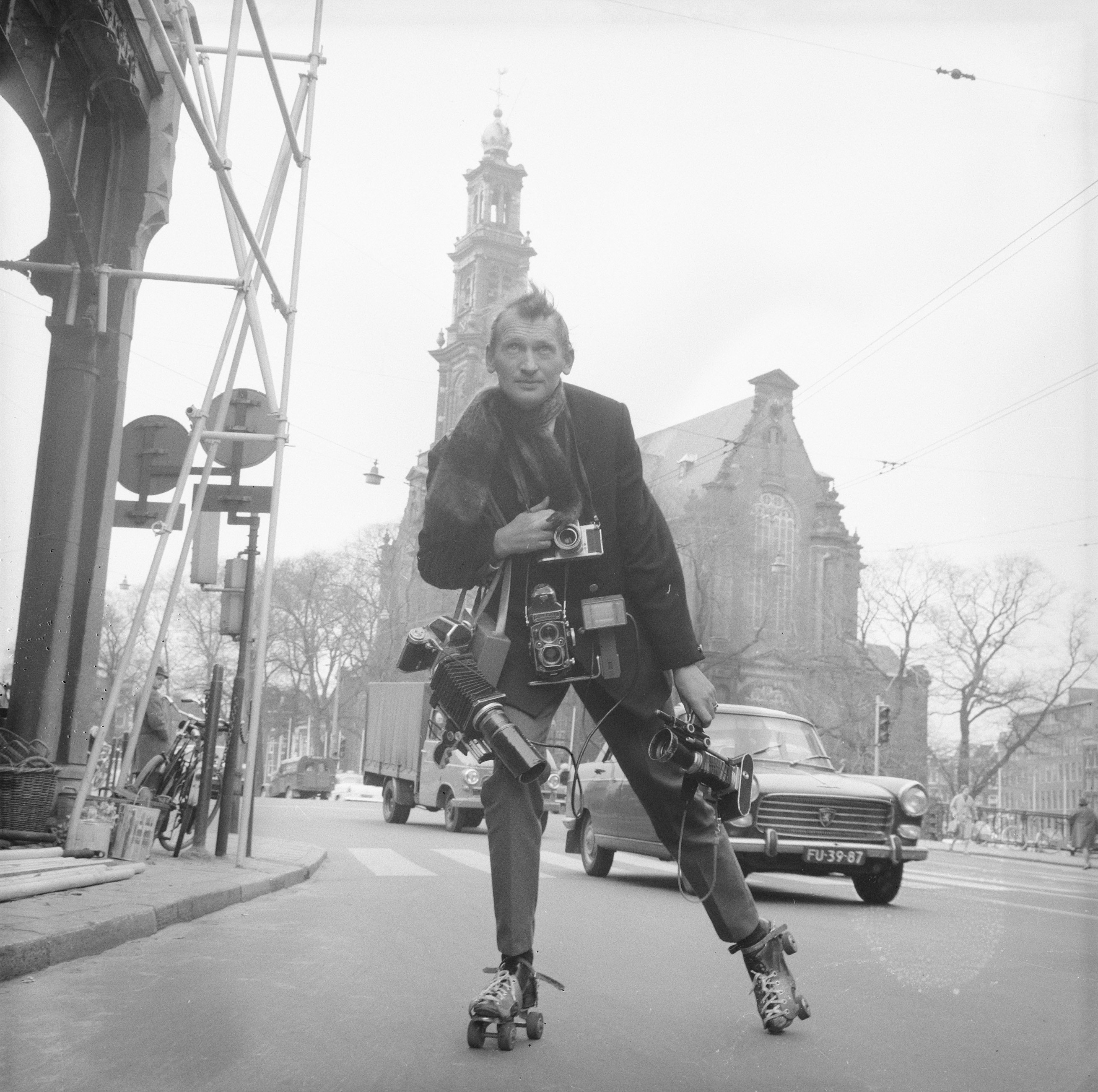
Jack de Nijs met zijn camera's op rolschaatsen op de Rozengracht, 1966